# OpenOffice.org XML
Openoffice.org XML, i marknadsföring skrivet OpenOffice.org XML, är ett öppet XML-baserat filformat för dokument skapade med kontorsprogram. Openoffice.org XML utvecklades av Sun Microsystems och Openoffice.org-gemenskapen och var standardformat för Openoffice.org 1.x. Openoffice.org XML ligger till grund för det standardiserade formatet Opendocument, som ersatte Openoffice.org XML som standardformat i Openoffice.org 2.0. Openoffice.org XML stöds dock även av senare versioner av Openoffice.org, liksom av Libreoffice, Apache Openoffice och Lotus Symphony. Google Dokument kan importera textdokument (SXW) i Openoffice.org XML-format.
Openoffice.org XML-formaten är: SXW (text), SXC (kalkyl), SXD (teckning), SXI (presentation), SXM (formler).